# Total War: Attila
Total War: Attila (с англ. — «Тотальная война: Аттила») — компьютерная игра, сочетающая элементы жанров пошаговой стратегии и RTS. Девятая часть серии Total War. Игра разработана студией Creative Assembly, издателем выступила Sega. Релиз состоялся 17 февраля 2015 года.
Действие игры начинается в 395 году нашей эры с момента разделения Римской империи на западную и восточную. Важнейшей фигурой игры является Аттила — великий вождь гуннов.

## Геймплей
Экономическая система игры претерпела существенные изменения. В баланс игры были введены механизмы плодородия почв, загрязнений и санитарии, болезней и эпидемий. Земледельческие постройки дают пищу и богатство не в фиксированном выражении, а в зависимости от уровня плодородия почвы в провинции. Плодородие исходно задано фиксированным числом, но колеблется в зависимости от игрового сезона года, состояния мира или войны, а также иных факторов — что приводит к колебаниям в экономике. Отдельные (преимущественно, производственные) постройки вызывают загрязнение провинции, другие — поддерживают уровень санитарии в ней. В случае преобладания уровня загрязнения над уровнем санитарии в провинции может вспыхнуть эпидемия, способная поразить не только расположенные в городе войска, но и начать распространяться по другим населённым пунктам через торговые пути и дороги. Поражённые болезнью отряды начинают терять солдат, города несут убытки и получают штрафы к общественному порядку; также возможно заразить противника на поле боя. В игре возникла экономическая специализация регионов.
Ряд фракций является кочевыми — не имеет собственных городов, находится в состоянии орды, совмещая мобильность армии с экономическим потенциалом города. По ходу кампании возможно изменение формы существования фракции — с кочевого в оседлый и наоборот. Игроку дана возможность сделать соседние государства марионеточными, что даёт ему денежные выплаты и военную помощь. Ряд фракций имеют определённые свойства: остготы могут обучать ряд римских кавалерийских, пехотных и стрелковых отрядов, в то время как подразделения франков при боевых потерях могут наносить повышенный урон.
Города стали разрушаемыми объектами (разрушить город до основания могут не только завоеватели, но и нынешние владельцы), вследствие чего провинции и даже целые области могут приходить в полное запустение. Финансы теперь расходуются не только на содержание войск, но и на функционирование некоторых построек, некоторые исследования, смену культуры, глобальную перестройку и восстановление городов. Существенно пересмотрена игровая механика религии; возможен переход государства из одной в другую.
Развитию персонажей уделено существенное внимание. При достижении новых навыков и получении новых должностей они получают определённые бонусы, но в любом случае придётся изучить несколько различных веток способностей. Следить за внутренней политикой теперь возможно с помощью механики системы должностей, учитывающей фракционные особенности, и генеалогического древа.
Отдельные виды войск получили возможность улучшения (впервые появившуюся в Rome: Total War в виде реформы Мария). Так, доступные римлянам с самого начала игры лимитаны при изучении определённой технологии, постройки соответствующих зданий и денежной доплаты способны стать комитатскими копейщиками, западной палатинской ауксилией и старшими корнутами.

## Доступные для игрока фракции
Изначально (без учёта DLC) игроку доступны 12 фракций, объединённые в 5 культурных групп: Кочевые племена (гунны и белые гунны), Римская Империя (Западная и Восточная), Державы востока (Государство Сасанидов), Великое переселение (свебы, аланы, вандалы, остготы и вестготы) и Варварские царства (саксы и франки). Дополнениями открываются ещё 16 фракций, объединённых в 5 культурных групп: Варварские царства (существующую фракцию дополняют лангобарды, бургунды и алеманны); Норманы (даны, юты и гёты); Кельты (эбданы, пикты и каледонцы); Пустынные царства (Аксум, Лахмиды, Танухиды и Химьяр); Славяне (склавины, анты и венеды). Отдельным патчем была добавлена фракция гараманты, входящая в культурную группу Пустынных царств — единственный её представитель в свободном доступе. С учётом всех дополнений игроку доступно 9 культурных групп и 29 фракций:
- Аксум (DLC)
- Аланы
- Алеманны (DLC)
- Анты (DLC)
- Белые гунны
- Бургунды (DLC)
- Вандалы
- Венеды (DLC)
- Вестготы
- Восточная Римская Империя
- Гараманты
- Гёты (DLC)
- Гунны
- Даны (DLC)
- Западная Римская Империя
- Империя Сасанидов
- Каледонцы (DLC)
- Лангобарды (DLC)
- Лахмиды
- Остготы
- Пикты (DLC)
- Саксы
- Свебы
- Склавины (DLC)
- Франки
- Химьяр (DLC)
- Эбданы (DLC)
- Юты (DLC)
- Танухиды (DLC)

## Дополнения
- «Праотцы викингов: культура» (возможность играть за данов, ютов, гётов). Выпущено 17 февраля 2015[6].
- «Культура длиннобородых» (возможность играть за лангобардов, бургундов, алеманов). Выпущено 4 марта 2015[7].
- «Кровь и огонь» (добавляет в игру такие эффекты, как брызжущая кровь, обезглавливание, отрубание конечностей, потрошение и т. д.). Дата выпуска: 25 мар. 2015[8].
- «Культура кельтов» (возможность играть за эбданов, каледонцев, пиктов). Выпущено 25 марта 2015[9].
- «Последний римлянин» (сюжетная кампания о походах Велизария). Выпущено 25 июня 2015[10].
- «Империи пустынь» (возможность играть за аксумитов, химьяритов, лахмидов и танухидов). Выпущено 15 сентября 2015[11].
- «Эпоха Карла Великого» (сюжетная кампания, начинающееся на заре Средневековья в 768 году). Выпущено 10 декабря 2015[12].
- «Культура славянских государств» (возможность играть за антов, склавинов и венедов). Выпущено 25 февраля 2016[13].

## Оценки
| Сводный рейтинг       | Сводный рейтинг |
| Агрегатор             | Оценка          |
| --------------------- | --------------- |
| GameRankings          | 79,64 %         |
| Русскоязычные издания |                 |
| Издание               | Оценка          |
| PlayGround.ru         | 9,2/10          |
| Riot Pixels           | 68 %            |
| «Игромания»           | 7,0/10          |

Обозреватель «Gamespot» Ник Капоццоли дал игре 7 баллов из 10 возможных. Похвалы были удостоены графика, глобальная карта и боевая механика, критике — интерфейс и морские сражения.
Указывалось улучшение интерфейса и визуальной составляющей, ставшей гораздо мрачнее предшественницы.
Рецензент сайта PlayGround.ru Павел Шаповал отметил существенное отличие игрового процесса при игре за римские империи, варварские племена или кочевников.
Неоднозначную реакцию вызвал режим осады городов и поселений, в котором рецензенты увидели как усложнение, так и упрощение.
Игровые обозреватели особенно выделили введение новых механик, вроде генеалогического древа или системы должностей.
Негативно было оценено сохранение стратегических основ Rome 2, техническая проблемы игры (например долгое ожидание хода) и её недоработка. Особое недовольство Филиппа Вольнова из «Riot Pixels» вызвало пренебрежение разработчиков сетевым режимом, где игрокам были доступны только быстрые схватки.
Летом 2018 года, благодаря уязвимости в защите Steam Web API, стало известно, что точное количество пользователей сервиса Steam, которые играли в игру хотя бы один раз, составляет 1 331 963 человека.